# Carrickfergus
Koordinaten: 54° 43′ N, 5° 48′ W
Carrickfergus (irisch Carraig Fhearghais – „Fergus’ Felsen“) ist eine nordirische Stadt im Norden des Belfast Lough.

## Geographie
Carrickfergus liegt in Antrim elf Kilometer nordöstlich der Hauptstadt Belfast in Südlage am Meer und war Verwaltungssitz des ehemaligen Districts Carrickfergus, der 2015 im District Mid and East Antrim aufging.
Carrickfergus hat einen Jachthafen und das Andrew Jackson Centre, das an den US-amerikanischen Präsidenten Andrew Jackson erinnert, dessen Eltern Carrickfergus als Auswanderer verließen.

## Geschichte
Eine Sehenswürdigkeit von Carrickfergus ist Carrickfergus Castle, eine normannische Burg auf einem schwarzen Basaltfelsen, die 1180 durch John de Courcy erbaut wurde.
Die Stadt ist bekannt durch die Schlacht von Carrickfergus im November 1597, während des Neunjährigen Krieges.

## Musikalische Verarbeitung
Das irische Volkslied Carrickfergus, das von einer verlorenen und unerreichbaren Liebe handelt, ist eine Übersetzung aus dem Irischen und stammt aus Munster. Es wurde von zahlreichen Musikern interpretiert, darunter Bryan Ferry, Joan Baez, Dermot Kennedy, The Dubliners, Declan Galbraith, The Chieftains, Van Morrison, Subway to Sally (in deutscher Übersetzung), Charlotte Church (in deutscher Übersetzung), Hannes Wader (ebenfalls in deutscher Übersetzung) Celtic Woman, The Piano Has Been Drinking in kölscher Mundart sowie Loreena McKennitt.

## Baron Carrickfergus

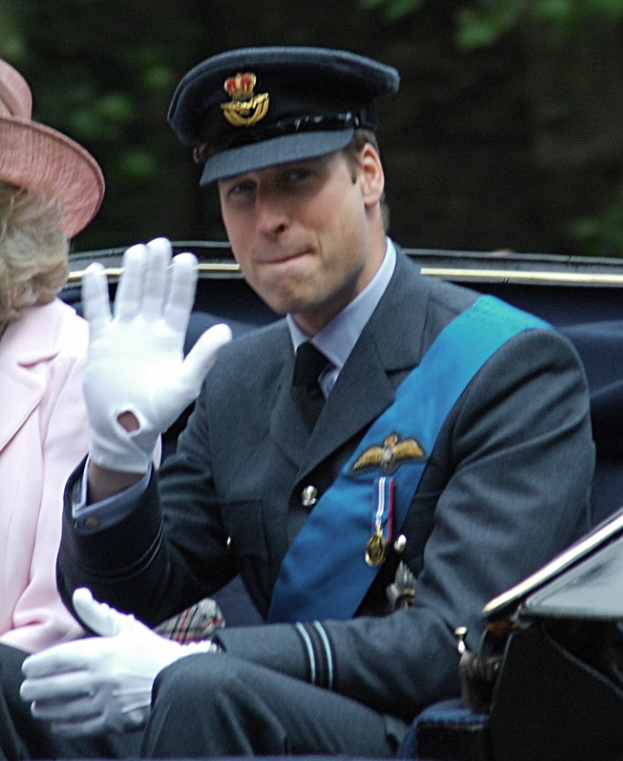
Prinz William trägt den Titel Baron Carrickfergus

Anlässlich seiner Hochzeit am 29. April 2011 ernannte Königin Elisabeth II. ihren Enkel William zusammen mit den übergeordneten Titeln Duke of Cambridge und Earl of Strathearn zum „Baron Carrickfergus“. Baron Carrickfergus ist ein Titel im Peerage of the United Kingdom. Ein Titel „Viscount Chichester, of Carrickfergus,“ wurde bereits 1625 geschaffen, der Titel wird heute als nachgeordneter Titel vom Marquess of Donegall geführt. Ein Titel „Baron Ennishowen and Carrickfergus“ wurde 1841 für den dritten Marquess of Donegall, George Hamilton Chichester (1797–1883), kreiert. Er wurde von seinem Bruder Edward Chichester (1799–1889) beerbt, aber die Baronie fiel zurück an die Krone. Gleichzeitig zeigt der Titel Prinz Williams wortspielerisch die Verwandtschaft zu seinem Vater Charles, der als nachgeordneten Titel den des Earl of Carrick führt.

## Sport
- Barn United Football Club
- Carrick Rangers Football Club
- Carrickfergus Golf Club
- Carrickfergus Sailing Club
- Carrickfergus Cricket Club
- Carrickfergus Rugby Club
- Castle Hockey Club

## Partnerstädte
- Ruda Śląska, Polen
- Anderson (South Carolina), USA
- Danville (Kentucky), USA
- Jackson (Michigan), USA

## Persönlichkeiten des Ortes
- Robert Adrain (1775–1843), Mathematiker
- William Kennon junior (1802–1867), Politiker
- Charlotte Riddell (1832–1906), Schriftstellerin
- Seán Lester (1888–1959), Journalist, Politiker und Diplomat
- Digby McLaren (1919–2004), Geologe und Paläontologe
- Alastair Seeley (* 1979), Motorradrennfahrer